# Coenobius bhaktai
Coenobius bhaktai es un coleóptero de la familia Chrysomelidae.
Fue descrita científicamente en 1995 por Lopatin.